# Gustavo Lipkau Henríquez
Gustavo Lipkau Henríquez (* 1972 in Caracas) ist ein mexikanischer Architekt.

## Biografie
Geboren wurde Lipkau, der mexikanische Wurzeln hat, in Venezuela. Er studierte an der Fakultät für Architektur der Universidad Nacional Autónoma de México (UNAM) in Mexiko-Stadt.
Er wurde mehrfach prämiert, unter anderem gewann er den Entwurfs-Wettbewerb für die „Lino-Picaseño“-Bibliothek der Fakultät für Architektur der UNAM und 2004 zusammen mit Alberto Kalach, Juan Palomar und Tonatiuh Martínez den internationalen Entwurfs-Wettbewerb für die „José-Vasconcelos“-Nationalbibliothek.
Gemeinsam mit Teodoro González de León, Kalach, Juan Cordero und Jose Manuel Castillo und anderen arbeitet er auch am Projekt „Vuelta a la ciudad lacustre“ (dt.: „Rückkehr zur Seenstadt“) mit.